# Eneco Tour 2014
La 10e édition de l'Eneco Tour a lieu du 11 août 2014 au 17 août 2014. Il s'agit de la 21e épreuve de l'UCI World Tour 2014.

## Présentation

### Équipes
L'Eneco Tour fait partie du calendrier UCI World Tour.
| ProTeams (18)- AG2R La Mondiale - Astana - BMC Racing Team - Garmin-Sharp - Omega Pharma-Quick Step - FDJ.fr - Giant-Shimano - Katusha - Lampre-Merida - Belkin - Lotto-Belisol - Movistar Team - Orica-GreenEDGE - Sky - Tinkoff-Saxo - Trek Factory Racing - Team Europcar - Cannondale Équipes continentales professionnelles (2)- Topsport Vlaanderen-Baloise - Wanty-Groupe Gobert |
| |

## Étapes
| Étape     | Date    | Villes étapes           | type                        | Distance (km) | Vainqueur d'étape        | Leader du classement général |
| --------- | ------- | ----------------------- | --------------------------- | ------------- | ------------------------ | ---------------------------- |
| 1re étape | 11 août | Terneuzen – Terneuzen   | étape de plaine             | 181,9         | Andrea Guardini          | Andrea Guardini              |
| 2e étape  | 12 août | Waalwijk – Nieuwkuijk   | étape de plaine             | 175,8         | Zdeněk Štybar            | Zdeněk Štybar                |
| 3e étape  | 13 août | Bréda – Bréda           | contre-la-montre individuel | 9,6           | Tom Dumoulin             | Lars Boom                    |
| 4e étape  | 14 août | Coxyde – Ardoye         | étape de plaine             | 179,1         | Nacer Bouhanni           | Lars Boom                    |
| 5e étape  | 15 août | Grammont – Grammont     | étape vallonnée             | 162,5         | Greg Van Avermaet        | Tom Dumoulin                 |
| 6e étape  | 16 août | Heerlen – Aywaille      | étape vallonnée             | 173,9         | Tim Wellens              | Tim Wellens                  |
| 7e étape  | 17 août | Riemst – Sittard-Geleen | étape vallonnée             | 183,4         | Guillaume Van Keirsbulck | Tim Wellens                  |

## Déroulement de la course

### 1reétape
| \| Classement de l'étape \| Classement de l'étape \| Classement de l'étape \| Classement de l'étape \| Classement de l'étape \| \| Coureur \| Coureur \| Pays \| Équipe \| Temps \| \| --------------------- \| --------------------- \| --------------------- \| --------------------------- \| --------------------- \| \| 1er \| Andrea Guardini \| Italie \| Astana \| 4 h 14 min 33 s \| \| 2e \| Yohann Gène \| France \| Team Europcar \| + 0 s \| \| 3e \| Davide Cimolai \| Italie \| Lampre-Merida \| + 0 s \| \| 4e \| Jens Debusschere \| Belgique \| Lotto-Belisol \| + 0 s \| \| 5e \| Boy van Poppel \| Pays-Bas \| Trek Factory Racing \| + 0 s \| \| 6e \| Alexander Porsev \| Russie \| Katusha \| + 0 s \| \| 7e \| Tom Dumoulin \| Pays-Bas \| Giant-Shimano \| + 0 s \| \| 8e \| Matteo Trentin \| Italie \| Omega Pharma-Quick Step \| + 0 s \| \| 9e \| Sep Vanmarcke \| Belgique \| Belkin \| + 0 s \| \| 10e \| Michael Van Staeyen \| Belgique \| Topsport Vlaanderen-Baloise \| + 0 s \| |                     |          |                             |                 |
| |                     |          |                             |                 |
| Source : ProCyclingStats |                     |          |                             |                 |
| Classement de l'étape |                     |          |                             |                 |
| Coureur | Coureur             | Pays     | Équipe                      | Temps           |
| 1er | Andrea Guardini     | Italie   | Astana                      | 4 h 14 min 33 s |
| 2e | Yohann Gène         | France   | Team Europcar               | + 0 s           |
| 3e | Davide Cimolai      | Italie   | Lampre-Merida               | + 0 s           |
| 4e | Jens Debusschere    | Belgique | Lotto-Belisol               | + 0 s           |
| 5e | Boy van Poppel      | Pays-Bas | Trek Factory Racing         | + 0 s           |
| 6e | Alexander Porsev    | Russie   | Katusha                     | + 0 s           |
| 7e | Tom Dumoulin        | Pays-Bas | Giant-Shimano               | + 0 s           |
| 8e | Matteo Trentin      | Italie   | Omega Pharma-Quick Step     | + 0 s           |
| 9e | Sep Vanmarcke       | Belgique | Belkin                      | + 0 s           |
| 10e | Michael Van Staeyen | Belgique | Topsport Vlaanderen-Baloise | + 0 s           |

| \| Classement général \| Classement général \| Classement général \| Classement général \| Classement général \| \| Coureur \| Coureur \| Pays \| Équipe \| Temps \| \| ------------------ \| ------------------ \| ------------------ \| --------------------------- \| ------------------ \| \| 1er \| Andrea Guardini \| Italie \| Astana \| 4 h 14 min 23 s \| \| 2e \| Yohann Gène \| France \| Team Europcar \| + 4 s \| \| 3e \| Laurens De Vreese \| Belgique \| Wanty-Groupe Gobert \| + 5 s \| \| 4e \| Davide Cimolai \| Italie \| Lampre-Merida \| + 6 s \| \| 5e \| Lars Boom \| Pays-Bas \| Belkin \| + 7 s \| \| 6e \| Alex Dowsett \| Royaume-Uni \| Movistar Team \| + 8 s \| \| 7e \| Kenneth Vanbilsen \| Belgique \| Topsport Vlaanderen-Baloise \| + 8 s \| \| 8e \| Philippe Gilbert \| Belgique \| BMC Racing Team \| + 9 s \| \| 9e \| Jens Debusschere \| Belgique \| Lotto-Belisol \| + 10 s \| \| 10e \| Boy van Poppel \| Pays-Bas \| Trek Factory Racing \| + 10 s \| |                   |             |                             |                 |
| |                   |             |                             |                 |
| Source : ProCyclingStats |                   |             |                             |                 |
| Classement général |                   |             |                             |                 |
| Coureur | Coureur           | Pays        | Équipe                      | Temps           |
| 1er | Andrea Guardini   | Italie      | Astana                      | 4 h 14 min 23 s |
| 2e | Yohann Gène       | France      | Team Europcar               | + 4 s           |
| 3e | Laurens De Vreese | Belgique    | Wanty-Groupe Gobert         | + 5 s           |
| 4e | Davide Cimolai    | Italie      | Lampre-Merida               | + 6 s           |
| 5e | Lars Boom         | Pays-Bas    | Belkin                      | + 7 s           |
| 6e | Alex Dowsett      | Royaume-Uni | Movistar Team               | + 8 s           |
| 7e | Kenneth Vanbilsen | Belgique    | Topsport Vlaanderen-Baloise | + 8 s           |
| 8e | Philippe Gilbert  | Belgique    | BMC Racing Team             | + 9 s           |
| 9e | Jens Debusschere  | Belgique    | Lotto-Belisol               | + 10 s          |
| 10e | Boy van Poppel    | Pays-Bas    | Trek Factory Racing         | + 10 s          |

### 2eétape
| \| Classement de l'étape \| Classement de l'étape \| Classement de l'étape \| Classement de l'étape \| Classement de l'étape \| \| Coureur \| Coureur \| Pays \| Équipe \| Temps \| \| --------------------- \| --------------------- \| --------------------- \| ----------------------- \| --------------------- \| \| 1er \| Zdeněk Štybar \| Tchéquie \| Omega Pharma-Quick Step \| 4 h 06 min 06 s \| \| 2e \| Lars Boom \| Pays-Bas \| Belkin \| + 0 s \| \| 3e \| Sep Vanmarcke \| Belgique \| Belkin \| + 0 s \| \| 4e \| Marco Marcato \| Italie \| Cannondale \| + 0 s \| \| 5e \| Manuel Quinziato \| Italie \| BMC Racing Team \| + 0 s \| \| 6e \| Roy Jans \| Belgique \| Wanty-Groupe Gobert \| + 0 s \| \| 7e \| Davide Appollonio \| Italie \| AG2R La Mondiale \| + 0 s \| \| 8e \| Bauke Mollema \| Pays-Bas \| Belkin \| + 0 s \| \| 9e \| Julien Vermote \| Belgique \| Omega Pharma-Quick Step \| + 0 s \| \| 10e \| Stig Broeckx \| Belgique \| Lotto-Belisol \| + 0 s \| |                   |          |                         |                 |
| |                   |          |                         |                 |
| Source : ProCyclingStats |                   |          |                         |                 |
| Classement de l'étape |                   |          |                         |                 |
| Coureur | Coureur           | Pays     | Équipe                  | Temps           |
| 1er | Zdeněk Štybar     | Tchéquie | Omega Pharma-Quick Step | 4 h 06 min 06 s |
| 2e | Lars Boom         | Pays-Bas | Belkin                  | + 0 s           |
| 3e | Sep Vanmarcke     | Belgique | Belkin                  | + 0 s           |
| 4e | Marco Marcato     | Italie   | Cannondale              | + 0 s           |
| 5e | Manuel Quinziato  | Italie   | BMC Racing Team         | + 0 s           |
| 6e | Roy Jans          | Belgique | Wanty-Groupe Gobert     | + 0 s           |
| 7e | Davide Appollonio | Italie   | AG2R La Mondiale        | + 0 s           |
| 8e | Bauke Mollema     | Pays-Bas | Belkin                  | + 0 s           |
| 9e | Julien Vermote    | Belgique | Omega Pharma-Quick Step | + 0 s           |
| 10e | Stig Broeckx      | Belgique | Lotto-Belisol           | + 0 s           |

| \| Classement général \| Classement général \| Classement général \| Classement général \| Classement général \| \| Coureur \| Coureur \| Pays \| Équipe \| Temps \| \| ------------------ \| ------------------ \| ------------------ \| ----------------------- \| ------------------ \| \| 1er \| Zdeněk Štybar \| Tchéquie \| Omega Pharma-Quick Step \| 8 h 20 min 39 s \| \| 2e \| Lars Boom \| Pays-Bas \| Belkin \| + 1 s \| \| 3e \| Sep Vanmarcke \| Belgique \| Belkin \| + 6 s \| \| 4e \| Pavel Brutt \| Russie \| Katusha \| + 7 s \| \| 5e \| Philippe Gilbert \| Belgique \| BMC Racing Team \| + 9 s \| \| 6e \| Marco Marcato \| Italie \| Cannondale \| + 10 s \| \| 7e \| Nikolay Trusov \| Russie \| Tinkoff-Saxo \| + 10 s \| \| 8e \| Roy Jans \| Belgique \| Wanty-Groupe Gobert \| + 10 s \| \| 9e \| Aidis Kruopis \| Lituanie \| Orica-GreenEDGE \| + 10 s \| \| 10e \| Jens Keukeleire \| Belgique \| Orica-GreenEDGE \| + 10 s \| |                  |          |                         |                 |
| |                  |          |                         |                 |
| Source : ProCyclingStats |                  |          |                         |                 |
| Classement général |                  |          |                         |                 |
| Coureur | Coureur          | Pays     | Équipe                  | Temps           |
| 1er | Zdeněk Štybar    | Tchéquie | Omega Pharma-Quick Step | 8 h 20 min 39 s |
| 2e | Lars Boom        | Pays-Bas | Belkin                  | + 1 s           |
| 3e | Sep Vanmarcke    | Belgique | Belkin                  | + 6 s           |
| 4e | Pavel Brutt      | Russie   | Katusha                 | + 7 s           |
| 5e | Philippe Gilbert | Belgique | BMC Racing Team         | + 9 s           |
| 6e | Marco Marcato    | Italie   | Cannondale              | + 10 s          |
| 7e | Nikolay Trusov   | Russie   | Tinkoff-Saxo            | + 10 s          |
| 8e | Roy Jans         | Belgique | Wanty-Groupe Gobert     | + 10 s          |
| 9e | Aidis Kruopis    | Lituanie | Orica-GreenEDGE         | + 10 s          |
| 10e | Jens Keukeleire  | Belgique | Orica-GreenEDGE         | + 10 s          |

### 3eétape
| \| Classement de l'étape \| Classement de l'étape \| Classement de l'étape \| Classement de l'étape \| Classement de l'étape \| \| Coureur \| Coureur \| Pays \| Équipe \| Temps \| \| --------------------- \| --------------------- \| --------------------- \| --------------------- \| --------------------- \| \| 1er \| Tom Dumoulin \| Pays-Bas \| Giant-Shimano \| 10 min 55 s \| \| 2e \| Fabian Cancellara \| Suisse \| Trek Factory Racing \| + 2 s \| \| 3e \| Geraint Thomas \| Royaume-Uni \| Team Sky \| + 10 s \| \| 4e \| Manuel Quinziato \| Italie \| BMC Racing Team \| + 14 s \| \| 5e \| Jesse Sergent \| Nouvelle-Zélande \| Trek Factory Racing \| + 15 s \| \| 6e \| Steve Cummings \| Royaume-Uni \| BMC Racing Team \| + 17 s \| \| 7e \| Andriy Grivko \| Ukraine \| Astana \| + 17 s \| \| 8e \| Moreno Moser \| Italie \| Cannondale \| + 18 s \| \| 9e \| Lars Boom \| Pays-Bas \| Belkin \| + 19 s \| \| 10e \| Rohan Dennis \| Australie \| BMC Racing Team \| + 20 s \| |                   |                  |                     |             |
| |                   |                  |                     |             |
| Source : ProCyclingStats |                   |                  |                     |             |
| Classement de l'étape |                   |                  |                     |             |
| Coureur | Coureur           | Pays             | Équipe              | Temps       |
| 1er | Tom Dumoulin      | Pays-Bas         | Giant-Shimano       | 10 min 55 s |
| 2e | Fabian Cancellara | Suisse           | Trek Factory Racing | + 2 s       |
| 3e | Geraint Thomas    | Royaume-Uni      | Team Sky            | + 10 s      |
| 4e | Manuel Quinziato  | Italie           | BMC Racing Team     | + 14 s      |
| 5e | Jesse Sergent     | Nouvelle-Zélande | Trek Factory Racing | + 15 s      |
| 6e | Steve Cummings    | Royaume-Uni      | BMC Racing Team     | + 17 s      |
| 7e | Andriy Grivko     | Ukraine          | Astana              | + 17 s      |
| 8e | Moreno Moser      | Italie           | Cannondale          | + 18 s      |
| 9e | Lars Boom         | Pays-Bas         | Belkin              | + 19 s      |
| 10e | Rohan Dennis      | Australie        | BMC Racing Team     | + 20 s      |

| \| Classement général \| Classement général \| Classement général \| Classement général \| Classement général \| \| Coureur \| Coureur \| Pays \| Équipe \| Temps \| \| ------------------ \| ------------------ \| ------------------ \| ----------------------- \| ------------------ \| \| 1er \| Lars Boom \| Pays-Bas \| Belkin \| 8 h 31 min 54 s \| \| 2e \| Tom Dumoulin \| Pays-Bas \| Giant-Shimano \| + 4 s \| \| 3e \| Manuel Quinziato \| Italie \| BMC Racing Team \| + 4 s \| \| 4e \| Andriy Grivko \| Ukraine \| Astana \| + 7 s \| \| 5e \| Zdeněk Štybar \| Tchéquie \| Omega Pharma-Quick Step \| + 12 s \| \| 6e \| Geraint Thomas \| Royaume-Uni \| Team Sky \| + 14 s \| \| 7e \| Niki Terpstra \| Pays-Bas \| Omega Pharma-Quick Step \| + 18 s \| \| 8e \| Kristjan Koren \| Slovénie \| Cannondale \| + 19 s \| \| 9e \| Sep Vanmarcke \| Belgique \| Belkin \| + 21 s \| \| 10e \| Philippe Gilbert \| Belgique \| BMC Racing Team \| + 21 s \| |                  |             |                         |                 |
| |                  |             |                         |                 |
| Source : ProCyclingStats |                  |             |                         |                 |
| Classement général |                  |             |                         |                 |
| Coureur | Coureur          | Pays        | Équipe                  | Temps           |
| 1er | Lars Boom        | Pays-Bas    | Belkin                  | 8 h 31 min 54 s |
| 2e | Tom Dumoulin     | Pays-Bas    | Giant-Shimano           | + 4 s           |
| 3e | Manuel Quinziato | Italie      | BMC Racing Team         | + 4 s           |
| 4e | Andriy Grivko    | Ukraine     | Astana                  | + 7 s           |
| 5e | Zdeněk Štybar    | Tchéquie    | Omega Pharma-Quick Step | + 12 s          |
| 6e | Geraint Thomas   | Royaume-Uni | Team Sky                | + 14 s          |
| 7e | Niki Terpstra    | Pays-Bas    | Omega Pharma-Quick Step | + 18 s          |
| 8e | Kristjan Koren   | Slovénie    | Cannondale              | + 19 s          |
| 9e | Sep Vanmarcke    | Belgique    | Belkin                  | + 21 s          |
| 10e | Philippe Gilbert | Belgique    | BMC Racing Team         | + 21 s          |

### 4eétape
| \| Classement de l'étape \| Classement de l'étape \| Classement de l'étape \| Classement de l'étape \| Classement de l'étape \| \| Coureur \| Coureur \| Pays \| Équipe \| Temps \| \| --------------------- \| --------------------- \| --------------------- \| --------------------------- \| --------------------- \| \| 1er \| Nacer Bouhanni \| France \| FDJ.fr \| 4 h 13 min 59 s \| \| 2e \| Luka Mezgec \| Slovénie \| Giant-Shimano \| + 0 s \| \| 3e \| Giacomo Nizzolo \| Italie \| Trek Factory Racing \| + 0 s \| \| 4e \| Michael Van Staeyen \| Belgique \| Topsport Vlaanderen-Baloise \| + 0 s \| \| 5e \| Jens Debusschere \| Belgique \| Lotto-Belisol \| + \| \| 6e \| Andrea Guardini \| Italie \| Astana \| + 0 s \| \| 7e \| Tyler Farrar \| États-Unis \| Garmin-Sharp \| + 0 s \| \| 8e \| Yohann Gène \| France \| Team Europcar \| + 0 s \| \| 9e \| Roy Jans \| Belgique \| Wanty-Groupe Gobert \| + 0 s \| \| 10e \| Nikolay Trusov \| Russie \| Tinkoff-Saxo \| + 0 s \| |                     |            |                             |                 |
| |                     |            |                             |                 |
| Source : ProCyclingStats |                     |            |                             |                 |
| Classement de l'étape |                     |            |                             |                 |
| Coureur | Coureur             | Pays       | Équipe                      | Temps           |
| 1er | Nacer Bouhanni      | France     | FDJ.fr                      | 4 h 13 min 59 s |
| 2e | Luka Mezgec         | Slovénie   | Giant-Shimano               | + 0 s           |
| 3e | Giacomo Nizzolo     | Italie     | Trek Factory Racing         | + 0 s           |
| 4e | Michael Van Staeyen | Belgique   | Topsport Vlaanderen-Baloise | + 0 s           |
| 5e | Jens Debusschere    | Belgique   | Lotto-Belisol               | +               |
| 6e | Andrea Guardini     | Italie     | Astana                      | + 0 s           |
| 7e | Tyler Farrar        | États-Unis | Garmin-Sharp                | + 0 s           |
| 8e | Yohann Gène         | France     | Team Europcar               | + 0 s           |
| 9e | Roy Jans            | Belgique   | Wanty-Groupe Gobert         | + 0 s           |
| 10e | Nikolay Trusov      | Russie     | Tinkoff-Saxo                | + 0 s           |

| \| Classement général \| Classement général \| Classement général \| Classement général \| Classement général \| \| Coureur \| Coureur \| Pays \| Équipe \| Temps \| \| ------------------ \| ------------------ \| ------------------ \| ----------------------- \| ------------------ \| \| 1er \| Lars Boom \| Pays-Bas \| Belkin \| 12 h 45 min 53 s \| \| 2e \| Tom Dumoulin \| Pays-Bas \| Giant-Shimano \| + 4 s \| \| 3e \| Manuel Quinziato \| Italie \| BMC Racing Team \| + 4 s \| \| 4e \| Andriy Grivko \| Ukraine \| Astana \| + 7 s \| \| 5e \| Zdeněk Štybar \| Tchéquie \| Omega Pharma-Quick Step \| + 9 s \| \| 6e \| Geraint Thomas \| Royaume-Uni \| Team Sky \| + 14 s \| \| 7e \| Sep Vanmarcke \| Belgique \| Belkin \| + 17 s \| \| 8e \| Niki Terpstra \| Pays-Bas \| Omega Pharma-Quick Step \| + 18 s \| \| 9e \| Kristjan Koren \| Slovénie \| Cannondale \| + 19 s \| \| 10e \| Jens Keukeleire \| Belgique \| Orica-GreenEDGE \| + 21 s \| |                  |             |                         |                  |
| |                  |             |                         |                  |
| Source : ProCyclingStats |                  |             |                         |                  |
| Classement général |                  |             |                         |                  |
| Coureur | Coureur          | Pays        | Équipe                  | Temps            |
| 1er | Lars Boom        | Pays-Bas    | Belkin                  | 12 h 45 min 53 s |
| 2e | Tom Dumoulin     | Pays-Bas    | Giant-Shimano           | + 4 s            |
| 3e | Manuel Quinziato | Italie      | BMC Racing Team         | + 4 s            |
| 4e | Andriy Grivko    | Ukraine     | Astana                  | + 7 s            |
| 5e | Zdeněk Štybar    | Tchéquie    | Omega Pharma-Quick Step | + 9 s            |
| 6e | Geraint Thomas   | Royaume-Uni | Team Sky                | + 14 s           |
| 7e | Sep Vanmarcke    | Belgique    | Belkin                  | + 17 s           |
| 8e | Niki Terpstra    | Pays-Bas    | Omega Pharma-Quick Step | + 18 s           |
| 9e | Kristjan Koren   | Slovénie    | Cannondale              | + 19 s           |
| 10e | Jens Keukeleire  | Belgique    | Orica-GreenEDGE         | + 21 s           |

### 5eétape
| \| Classement de l'étape \| Classement de l'étape \| Classement de l'étape \| Classement de l'étape \| Classement de l'étape \| \| Coureur \| Coureur \| Pays \| Équipe \| Temps \| \| --------------------- \| --------------------- \| --------------------- \| ----------------------- \| --------------------- \| \| 1er \| Greg Van Avermaet \| Belgique \| BMC Racing Team \| 3 h 48 min 37 s \| \| 2e \| Tom Dumoulin \| Pays-Bas \| Giant-Shimano \| + 1 s \| \| 3e \| Pavel Brutt \| Russie \| Katusha \| + 1 s \| \| 4e \| Matti Breschel \| Danemark \| Tinkoff-Saxo \| + 1 s \| \| 5e \| Lars Boom \| Pays-Bas \| Belkin \| + 1 s \| \| 6e \| Niki Terpstra \| Pays-Bas \| Omega Pharma-Quick Step \| + 6 s \| \| 7e \| Geraint Thomas \| Royaume-Uni \| Team Sky \| + 6 s \| \| 8e \| Tim Wellens \| Belgique \| Lotto-Belisol \| + 6 s \| \| 9e \| Filippo Pozzato \| Italie \| Lampre-Merida \| + 6 s \| \| 10e \| Philippe Gilbert \| Belgique \| BMC Racing Team \| + 6 s \| |                   |             |                         |                 |
| |                   |             |                         |                 |
| Source : ProCyclingStats |                   |             |                         |                 |
| Classement de l'étape |                   |             |                         |                 |
| Coureur | Coureur           | Pays        | Équipe                  | Temps           |
| 1er | Greg Van Avermaet | Belgique    | BMC Racing Team         | 3 h 48 min 37 s |
| 2e | Tom Dumoulin      | Pays-Bas    | Giant-Shimano           | + 1 s           |
| 3e | Pavel Brutt       | Russie      | Katusha                 | + 1 s           |
| 4e | Matti Breschel    | Danemark    | Tinkoff-Saxo            | + 1 s           |
| 5e | Lars Boom         | Pays-Bas    | Belkin                  | + 1 s           |
| 6e | Niki Terpstra     | Pays-Bas    | Omega Pharma-Quick Step | + 6 s           |
| 7e | Geraint Thomas    | Royaume-Uni | Team Sky                | + 6 s           |
| 8e | Tim Wellens       | Belgique    | Lotto-Belisol           | + 6 s           |
| 9e | Filippo Pozzato   | Italie      | Lampre-Merida           | + 6 s           |
| 10e | Philippe Gilbert  | Belgique    | BMC Racing Team         | + 6 s           |

| \| Classement général \| Classement général \| Classement général \| Classement général \| Classement général \| \| Coureur \| Coureur \| Pays \| Équipe \| Temps \| \| ------------------ \| ------------------ \| ------------------ \| ----------------------- \| ------------------ \| \| 1er \| Tom Dumoulin \| Pays-Bas \| Giant-Shimano \| 16 h 34 min 29 s \| \| 2e \| Lars Boom \| Pays-Bas \| Belkin \| + 2 s \| \| 3e \| Manuel Quinziato \| Italie \| BMC Racing Team \| + 11 s \| \| 4e \| Andriy Grivko \| Ukraine \| Astana \| + 14 s \| \| 5e \| Geraint Thomas \| Royaume-Uni \| Team Sky \| + 21 s \| \| 6e \| Pavel Brutt \| Russie \| Katusha \| + 23 s \| \| 7e \| Sep Vanmarcke \| Belgique \| Belkin \| + 24 s \| \| 8e \| Greg Van Avermaet \| Belgique \| BMC Racing Team \| + 25 s \| \| 9e \| Niki Terpstra \| Pays-Bas \| Omega Pharma-Quick Step \| + 25 s \| \| 10e \| Jens Keukeleire \| Belgique \| Orica-GreenEDGE \| + 28 s \| |                   |             |                         |                  |
| |                   |             |                         |                  |
| Source : ProCyclingStats |                   |             |                         |                  |
| Classement général |                   |             |                         |                  |
| Coureur | Coureur           | Pays        | Équipe                  | Temps            |
| 1er | Tom Dumoulin      | Pays-Bas    | Giant-Shimano           | 16 h 34 min 29 s |
| 2e | Lars Boom         | Pays-Bas    | Belkin                  | + 2 s            |
| 3e | Manuel Quinziato  | Italie      | BMC Racing Team         | + 11 s           |
| 4e | Andriy Grivko     | Ukraine     | Astana                  | + 14 s           |
| 5e | Geraint Thomas    | Royaume-Uni | Team Sky                | + 21 s           |
| 6e | Pavel Brutt       | Russie      | Katusha                 | + 23 s           |
| 7e | Sep Vanmarcke     | Belgique    | Belkin                  | + 24 s           |
| 8e | Greg Van Avermaet | Belgique    | BMC Racing Team         | + 25 s           |
| 9e | Niki Terpstra     | Pays-Bas    | Omega Pharma-Quick Step | + 25 s           |
| 10e | Jens Keukeleire   | Belgique    | Orica-GreenEDGE         | + 28 s           |

### 6eétape
| \| Classement de l'étape \| Classement de l'étape \| Classement de l'étape \| Classement de l'étape \| Classement de l'étape \| \| Coureur \| Coureur \| Pays \| Équipe \| Temps \| \| --------------------- \| --------------------- \| --------------------- \| ----------------------- \| --------------------- \| \| 1er \| Tim Wellens \| Belgique \| Lotto-Belisol \| 4 h 28 min 19 s \| \| 2e \| Lars Boom \| Pays-Bas \| Belkin \| + 50 s \| \| 3e \| Greg Van Avermaet \| Belgique \| BMC Racing Team \| + 52 s \| \| 4e \| Tom Dumoulin \| Pays-Bas \| Giant-Shimano \| + 52 s \| \| 5e \| Geraint Thomas \| Royaume-Uni \| Team Sky \| + 56 s \| \| 6e \| Andriy Grivko \| Ukraine \| Astana \| + 58 s \| \| 7e \| Jelle Vanendert \| Belgique \| Lotto-Belisol \| + 59 s \| \| 8e \| Niki Terpstra \| Pays-Bas \| Omega Pharma-Quick Step \| + 59 s \| \| 9e \| Philippe Gilbert \| Belgique \| BMC Racing Team \| + 59 s \| \| 10e \| Marco Marcato \| Italie \| Cannondale \| + 59 s \| |                   |             |                         |                 |
| |                   |             |                         |                 |
| Source : ProCyclingStats |                   |             |                         |                 |
| Classement de l'étape |                   |             |                         |                 |
| Coureur | Coureur           | Pays        | Équipe                  | Temps           |
| 1er | Tim Wellens       | Belgique    | Lotto-Belisol           | 4 h 28 min 19 s |
| 2e | Lars Boom         | Pays-Bas    | Belkin                  | + 50 s          |
| 3e | Greg Van Avermaet | Belgique    | BMC Racing Team         | + 52 s          |
| 4e | Tom Dumoulin      | Pays-Bas    | Giant-Shimano           | + 52 s          |
| 5e | Geraint Thomas    | Royaume-Uni | Team Sky                | + 56 s          |
| 6e | Andriy Grivko     | Ukraine     | Astana                  | + 58 s          |
| 7e | Jelle Vanendert   | Belgique    | Lotto-Belisol           | + 59 s          |
| 8e | Niki Terpstra     | Pays-Bas    | Omega Pharma-Quick Step | + 59 s          |
| 9e | Philippe Gilbert  | Belgique    | BMC Racing Team         | + 59 s          |
| 10e | Marco Marcato     | Italie      | Cannondale              | + 59 s          |

| \| Classement général \| Classement général \| Classement général \| Classement général \| Classement général \| \| Coureur \| Coureur \| Pays \| Équipe \| Temps \| \| ------------------ \| ------------------- \| ------------------ \| ----------------------- \| ------------------ \| \| 1er \| Tim Wellens \| Belgique \| Lotto-Belisol \| 21 h 03 min 27 s \| \| 2e \| Lars Boom \| Pays-Bas \| Belkin \| + 7 s \| \| 3e \| Tom Dumoulin \| Pays-Bas \| Giant-Shimano \| + 13 s \| \| 4e \| Andriy Grivko \| Ukraine \| Astana \| + 33 s \| \| 5e \| Greg Van Avermaet \| Belgique \| BMC Racing Team \| + 34 s \| \| 6e \| Geraint Thomas \| Royaume-Uni \| Team Sky \| + 38 s \| \| 7e \| Niki Terpstra \| Pays-Bas \| Omega Pharma-Quick Step \| + 45 s \| \| 8e \| Philippe Gilbert \| Belgique \| BMC Racing Team \| + 48 s \| \| 9e \| Jens Keukeleire \| Belgique \| Orica-GreenEDGE \| + 56 s \| \| 10e \| Sebastian Langeveld \| Pays-Bas \| Garmin-Sharp \| + 1 min 04 s \| |                     |             |                         |                  |
| |                     |             |                         |                  |
| Source : ProCyclingStats |                     |             |                         |                  |
| Classement général |                     |             |                         |                  |
| Coureur | Coureur             | Pays        | Équipe                  | Temps            |
| 1er | Tim Wellens         | Belgique    | Lotto-Belisol           | 21 h 03 min 27 s |
| 2e | Lars Boom           | Pays-Bas    | Belkin                  | + 7 s            |
| 3e | Tom Dumoulin        | Pays-Bas    | Giant-Shimano           | + 13 s           |
| 4e | Andriy Grivko       | Ukraine     | Astana                  | + 33 s           |
| 5e | Greg Van Avermaet   | Belgique    | BMC Racing Team         | + 34 s           |
| 6e | Geraint Thomas      | Royaume-Uni | Team Sky                | + 38 s           |
| 7e | Niki Terpstra       | Pays-Bas    | Omega Pharma-Quick Step | + 45 s           |
| 8e | Philippe Gilbert    | Belgique    | BMC Racing Team         | + 48 s           |
| 9e | Jens Keukeleire     | Belgique    | Orica-GreenEDGE         | + 56 s           |
| 10e | Sebastian Langeveld | Pays-Bas    | Garmin-Sharp            | + 1 min 04 s     |

### 7eétape
| \| Classement de l'étape \| Classement de l'étape \| Classement de l'étape \| Classement de l'étape \| Classement de l'étape \| \| Coureur \| Coureur \| Pays \| Équipe \| Temps \| \| --------------------- \| ------------------------ \| --------------------- \| --------------------------- \| --------------------- \| \| 1er \| Guillaume Van Keirsbulck \| Belgique \| Omega Pharma-Quick Step \| 4 h 25 min 47 s \| \| 2e \| Matteo Trentin \| Italie \| Omega Pharma-Quick Step \| + 46 s \| \| 3e \| Yves Lampaert \| Belgique \| Topsport Vlaanderen-Baloise \| + 46 s \| \| 4e \| Julien Vermote \| Belgique \| Omega Pharma-Quick Step \| + 46 s \| \| 5e \| Kristjan Koren \| Slovénie \| Cannondale \| + 46 s \| \| 6e \| Laurens De Vreese \| Belgique \| Wanty-Groupe Gobert \| + 46 s \| \| 7e \| Pablo Lastras \| Espagne \| Movistar Team \| + 46 s \| \| 8e \| Danilo Hondo \| Allemagne \| Trek Factory Racing \| + 46 s \| \| 9e \| Silvan Dillier \| Suisse \| BMC Racing Team \| + 46 s \| \| 10e \| Dylan van Baarle \| Pays-Bas \| Garmin-Sharp \| + 46 s \| |                          |           |                             |                 |
| |                          |           |                             |                 |
| Source : ProCyclingStats |                          |           |                             |                 |
| Classement de l'étape |                          |           |                             |                 |
| Coureur | Coureur                  | Pays      | Équipe                      | Temps           |
| 1er | Guillaume Van Keirsbulck | Belgique  | Omega Pharma-Quick Step     | 4 h 25 min 47 s |
| 2e | Matteo Trentin           | Italie    | Omega Pharma-Quick Step     | + 46 s          |
| 3e | Yves Lampaert            | Belgique  | Topsport Vlaanderen-Baloise | + 46 s          |
| 4e | Julien Vermote           | Belgique  | Omega Pharma-Quick Step     | + 46 s          |
| 5e | Kristjan Koren           | Slovénie  | Cannondale                  | + 46 s          |
| 6e | Laurens De Vreese        | Belgique  | Wanty-Groupe Gobert         | + 46 s          |
| 7e | Pablo Lastras            | Espagne   | Movistar Team               | + 46 s          |
| 8e | Danilo Hondo             | Allemagne | Trek Factory Racing         | + 46 s          |
| 9e | Silvan Dillier           | Suisse    | BMC Racing Team             | + 46 s          |
| 10e | Dylan van Baarle         | Pays-Bas  | Garmin-Sharp                | + 46 s          |

## Classements finals

### Classement général
| \| Classement général \| Classement général \| Classement général \| Classement général \| Classement général \| \| Coureur \| Coureur \| Pays \| Équipe \| Temps \| \| ------------------ \| ------------------- \| ------------------ \| ------------------ \| ------------------ \| \| 1er \| Tim Wellens \| Belgique \| Lotto-Belisol \| 25 h 30 min 15 s \| \| 2e \| Lars Boom \| Pays-Bas \| Belkin \| + 7 s \| \| 3e \| Tom Dumoulin \| Pays-Bas \| Giant-Shimano \| + 13 s \| \| 4e \| Andriy Grivko \| Ukraine \| Astana \| + 33 s \| \| 5e \| Greg Van Avermaet \| Belgique \| BMC Racing Team \| + 34 s \| \| 6e \| Geraint Thomas \| Royaume-Uni \| Team Sky \| + 38 s \| \| 7e \| Philippe Gilbert \| Belgique \| BMC Racing Team \| + 48 s \| \| 8e \| Jens Keukeleire \| Belgique \| Orica-GreenEDGE \| + 56 s \| \| 9e \| Sebastian Langeveld \| Pays-Bas \| Garmin-Sharp \| + 1 min 04 s \| \| 10e \| Marco Marcato \| Italie \| Cannondale \| + 1 min 11 s \| |                     |             |                 |                  |
| |                     |             |                 |                  |
| Source : ProCyclingStats |                     |             |                 |                  |
| Classement général |                     |             |                 |                  |
| Coureur | Coureur             | Pays        | Équipe          | Temps            |
| 1er | Tim Wellens         | Belgique    | Lotto-Belisol   | 25 h 30 min 15 s |
| 2e | Lars Boom           | Pays-Bas    | Belkin          | + 7 s            |
| 3e | Tom Dumoulin        | Pays-Bas    | Giant-Shimano   | + 13 s           |
| 4e | Andriy Grivko       | Ukraine     | Astana          | + 33 s           |
| 5e | Greg Van Avermaet   | Belgique    | BMC Racing Team | + 34 s           |
| 6e | Geraint Thomas      | Royaume-Uni | Team Sky        | + 38 s           |
| 7e | Philippe Gilbert    | Belgique    | BMC Racing Team | + 48 s           |
| 8e | Jens Keukeleire     | Belgique    | Orica-GreenEDGE | + 56 s           |
| 9e | Sebastian Langeveld | Pays-Bas    | Garmin-Sharp    | + 1 min 04 s     |
| 10e | Marco Marcato       | Italie      | Cannondale      | + 1 min 11 s     |

### Classements annexes
| Classement par points | Classement par points    | Classement par points | Classement par points   | Classement par points |
| Coureur               | Coureur                  | Pays                  | Équipe                  | Points                |
| --------------------- | ------------------------ | --------------------- | ----------------------- | --------------------- |
| 1er                   | Tom Dumoulin             | Pays-Bas              | Giant-Shimano           | 87 pts                |
| 2e                    | Lars Boom                | Pays-Bas              | Belkin                  | 86 pts                |
| 3e                    | Matteo Trentin           | Italie                | Omega Pharma-Quick Step | 53 pts                |
| 4e                    | Greg Van Avermaet        | Belgique              | BMC Racing Team         | 52 pts                |
| 5e                    | Geraint Thomas           | Royaume-Uni           | Team Sky                | 52 pts                |
| 6e                    | Jens Debusschere         | Belgique              | Lotto-Belisol           | 47 pts                |
| 7e                    | Guillaume Van Keirsbulck | Belgique              | Omega Pharma-Quick Step | 46 pts                |
| 8e                    | Pavel Brutt              | Russie                | Katusha                 | 46 pts                |
| 9e                    | Sep Vanmarcke            | Belgique              | Belkin                  | 44 pts                |
| 10e                   | Tim Wellens              | Belgique              | Lotto-Belisol           | 42 pts                |

| Classement par points | Classement par points    | Classement par points | Classement par points   | Classement par points |
| Coureur               | Coureur                  | Pays                  | Équipe                  | Points                |
| --------------------- | ------------------------ | --------------------- | ----------------------- | --------------------- |
| 1er                   | Tom Dumoulin             | Pays-Bas              | Giant-Shimano           | 87 pts                |
| 2e                    | Lars Boom                | Pays-Bas              | Belkin                  | 86 pts                |
| 3e                    | Matteo Trentin           | Italie                | Omega Pharma-Quick Step | 53 pts                |
| 4e                    | Greg Van Avermaet        | Belgique              | BMC Racing Team         | 52 pts                |
| 5e                    | Geraint Thomas           | Royaume-Uni           | Team Sky                | 52 pts                |
| 6e                    | Jens Debusschere         | Belgique              | Lotto-Belisol           | 47 pts                |
| 7e                    | Guillaume Van Keirsbulck | Belgique              | Omega Pharma-Quick Step | 46 pts                |
| 8e                    | Pavel Brutt              | Russie                | Katusha                 | 46 pts                |
| 9e                    | Sep Vanmarcke            | Belgique              | Belkin                  | 44 pts                |
| 10e                   | Tim Wellens              | Belgique              | Lotto-Belisol           | 42 pts                |

| Classement de la combativité | Classement de la combativité | Classement de la combativité | Classement de la combativité | Classement de la combativité |
| Coureur                      | Coureur                      | Pays                         | Équipe                       | Points                       |
| ---------------------------- | ---------------------------- | ---------------------------- | ---------------------------- | ---------------------------- |
| 1er                          | Kenneth Vanbilsen            | Belgique                     | Topsport Vlaanderen-Baloise  | 64 pts                       |
| 2e                           | Laurens De Vreese            | Belgique                     | Wanty-Groupe Gobert          | 40 pts                       |
| 3e                           | Matteo Trentin               | Italie                       | Omega Pharma-Quick Step      | 31 pts                       |
| 4e                           | Gatis Smukulis               | Lettonie                     | Katusha                      | 29 pts                       |
| 5e                           | Pavel Brutt                  | Russie                       | Katusha                      | 25 pts                       |
| 6e                           | Pablo Lastras                | Espagne                      | Movistar Team                | 24 pts                       |
| 7e                           | Kévin Van Melsen             | Belgique                     | Wanty-Groupe Gobert          | 23 pts                       |
| 8e                           | Guillaume Van Keirsbulck     | Belgique                     | Omega Pharma-Quick Step      | 22 pts                       |
| 9e                           | Jens Debusschere             | Belgique                     | Lotto-Belisol                | 18 pts                       |
| 10e                          | Alex Dowsett                 | Royaume-Uni                  | Movistar Team                | 12 pts                       |

| Classement de la combativité | Classement de la combativité | Classement de la combativité | Classement de la combativité | Classement de la combativité |
| Coureur                      | Coureur                      | Pays                         | Équipe                       | Points                       |
| ---------------------------- | ---------------------------- | ---------------------------- | ---------------------------- | ---------------------------- |
| 1er                          | Kenneth Vanbilsen            | Belgique                     | Topsport Vlaanderen-Baloise  | 64 pts                       |
| 2e                           | Laurens De Vreese            | Belgique                     | Wanty-Groupe Gobert          | 40 pts                       |
| 3e                           | Matteo Trentin               | Italie                       | Omega Pharma-Quick Step      | 31 pts                       |
| 4e                           | Gatis Smukulis               | Lettonie                     | Katusha                      | 29 pts                       |
| 5e                           | Pavel Brutt                  | Russie                       | Katusha                      | 25 pts                       |
| 6e                           | Pablo Lastras                | Espagne                      | Movistar Team                | 24 pts                       |
| 7e                           | Kévin Van Melsen             | Belgique                     | Wanty-Groupe Gobert          | 23 pts                       |
| 8e                           | Guillaume Van Keirsbulck     | Belgique                     | Omega Pharma-Quick Step      | 22 pts                       |
| 9e                           | Jens Debusschere             | Belgique                     | Lotto-Belisol                | 18 pts                       |
| 10e                          | Alex Dowsett                 | Royaume-Uni                  | Movistar Team                | 12 pts                       |

| Classement par équipes | Classement par équipes  | Classement par équipes | Classement par équipes |
| Équipe                 | Équipe                  | Pays                   | Temps                  |
| ---------------------- | ----------------------- | ---------------------- | ---------------------- |
| 1re                    | Garmin-Sharp            | États-Unis             | 271 h 05 min 33 s      |
| 2e                     | BMC Racing Team         | États-Unis             | + 4 min 10 s           |
| 3e                     | Belkin                  | Pays-Bas               | + 5 min 27 s           |
| 4e                     | Lotto-Belisol           | Belgique               | + 7 min 00 s           |
| 5e                     | Katusha                 | Russie                 | + 7 min 31 s           |
| 6e                     | Omega Pharma-Quick Step | Belgique               | + 12 min 22 s          |
| 7e                     | Lampre-Merida           | Italie                 | + 17 min 08 s          |
| 8e                     | Movistar Team           | Espagne                | + 17 min 49 s          |
| 9e                     | Giant-Shimano           | Pays-Bas               | + 21 min 21 s          |
| 10e                    | AG2R La Mondiale        | France                 | + 21 min 48 s          |

| Classement par équipes | Classement par équipes  | Classement par équipes | Classement par équipes |
| Équipe                 | Équipe                  | Pays                   | Temps                  |
| ---------------------- | ----------------------- | ---------------------- | ---------------------- |
| 1re                    | Garmin-Sharp            | États-Unis             | 271 h 05 min 33 s      |
| 2e                     | BMC Racing Team         | États-Unis             | + 4 min 10 s           |
| 3e                     | Belkin                  | Pays-Bas               | + 5 min 27 s           |
| 4e                     | Lotto-Belisol           | Belgique               | + 7 min 00 s           |
| 5e                     | Katusha                 | Russie                 | + 7 min 31 s           |
| 6e                     | Omega Pharma-Quick Step | Belgique               | + 12 min 22 s          |
| 7e                     | Lampre-Merida           | Italie                 | + 17 min 08 s          |
| 8e                     | Movistar Team           | Espagne                | + 17 min 49 s          |
| 9e                     | Giant-Shimano           | Pays-Bas               | + 21 min 21 s          |
| 10e                    | AG2R La Mondiale        | France                 | + 21 min 48 s          |

### UCI World Tour
Cet Eneco Tour attribue des points pour l'UCI World Tour 2014, seulement aux coureurs des équipes ayant un label ProTeam.
| Position           | 1er | 2e | 3e | 4e | 5e | 6e | 7e | 8e | 9e | 10e |
| Classement général | 100 | 80 | 70 | 60 | 50 | 40 | 30 | 20 | 10 | 4   |
| Par étape          | 6   | 4  | 2  | 1  | 1  |    |    |    |    |     |

## Évolution des classements
| Étape              | Vainqueur                | Classement général | Classement par points | Classement de la combativité | Classement par équipes |
| ------------------ | ------------------------ | ------------------ | --------------------- | ---------------------------- | ---------------------- |
| 1                  | Andrea Guardini          | Andrea Guardini    | Andrea Guardini       | Kenneth Vanbilsen            | Katusha                |
| 2                  | Zdeněk Štybar            | Zdeněk Štybar      | Lars Boom             | Kenneth Vanbilsen            | Belkin                 |
| 3                  | Tom Dumoulin             | Lars Boom          | Lars Boom             | Kenneth Vanbilsen            | BMC Racing             |
| 4                  | Nacer Bouhanni           | Lars Boom          | Andrea Guardini       | Kenneth Vanbilsen            | BMC Racing             |
| 5                  | Greg Van Avermaet        | Tom Dumoulin       | Tom Dumoulin          | Kenneth Vanbilsen            | BMC Racing             |
| 6                  | Tim Wellens              | Tim Wellens        | Tom Dumoulin          | Kenneth Vanbilsen            | Belkin                 |
| 7                  | Guillaume Van Keirsbulck | Tim Wellens        | Tom Dumoulin          | Kenneth Vanbilsen            | Garmin-Sharp           |
| Classements finals | Classements finals       | Tim Wellens        | Tom Dumoulin          | Kenneth Vanbilsen            | Garmin-Sharp           |